# Бумке, Освальд
Освальд Бумке (25 сентября 1877, Слупск, Поморское воеводство, Польша — 5 января 1950, Мюнхен, ФРГ) — немецкий психиатр и невролог. Известен тем, что консультировал и лечил Ленина. Участвовал в политике и деятельности нацистской Германии.